# شولجي
شولجي أو شولغي (ويقرأ أيضا دونغي بااللغة السومرية) هو ثاني ملوك سلالة أور الثالثة بعد والده اورنمو مشرع أول قانون في بلاد الرافدين استمر حكمه لمدة 48 سنة (2029-1982 ق م)، وهو من أكمل بناء زقورة أور الكبيرة بعد مقتل والده اورنمو بعد إحدى المعارك مع الكوتيين.
شولغي هو ابن اورنمو حسب قائمة الملوك السومريين، استمر شولغي بنهج والده بمحاربة الكوتيين، كما قام أيضا بإكمال بناء زقورة اور، وبنى أيضا معابد وهناك من المصادر تعزى بناء معبد اله ايساكيلا في بابل للملك شولغي كما أنه قام ببناء مدينة دير بعد طرد الكوتيين منها، كما أنه قام بإنشاء عدة مدن وقرى وشوارع، كما يعزى إليه أنه أول من بنى أماكن استراحات أو مقاهي في الطرق من أجل الاستراحة.

## الحياة والحكم
يبدو أن شولجي قاد تحديثا كبيرا لسلالة أور الثالثة. قام بتحسين الاتصالات، وإعادة تنظيم الجيش، وإصلاح نظام الكتابة والوزن والمقاييس، وتوحيد النظام الضريبي، وخلق بيروقراطية قوية. كما كتب مدونة قانونية، تعرف الآن باسم قانون أورنامو لأنه كان يعتقد في الأصل أنه من تأليف أور نامو. كما قام ببناء أو إعادة بناء العديد من المعابد في جميع أنحاء الإمبراطورية.
اشتهر شولجي بمراجعته الشاملة لمنهج مدرسة الكتابة. على الرغم من أنه من غير الواضح كم كتب بالفعل، إلا أن هناك العديد من قصائد المديح التي كتبها هذا الحاكم والموجهة إليه. كان قد أعلن نفسه إلها بحلول عامه الحادي والعشرين (هناك مؤشرات على أن هذا حدث في وقت مبكر من S12)، و اعترف به على هذا النحو من قبل كل من سومر وأكد.
بعض السجلات اللاحقة تنتقد شولجي بسبب معصيته: The Weidner Chronicle (ABC 19)، وهو تأليف أدبي كتب في الألفية الأولى قبل الميلاد، ينص على أنه «لم يؤد طقوسه حرفيا، بل دنس طقوس التطهير». CM 48، الذي كتب في أواخر الألفية 1st قبل الميلاد، يتهمه بالعبث غير السليم بالطقوس، ويؤلف «لوحات غير صادقة، وكتابات وقحة» عليها. تاريخ الملوك الأوائل (ABC 20)، الذي كتب في منتصف الألفية الثانية قبل الميلاد، يتهمه ب «الميول الإجرامية، وممتلكات إيساكيلا وبابل التي أخذها كغنيمة».
طريقة الوفاة غير معروفة، إلا أنها حدثت في عامه ال 48، في أو قبل الشهر 11. في الشهر 3rd من خليفته، تم تسجيل الإراقة للموتى لأول مرة لشولجي وزوجتين Geme-Ninlila و Shulgi-simti. يبدو أن الثلاثة ماتوا في عام 48. يشير العديد من الباحثين إلى أن شولجي قد اغتيل، جزئيا بناء على نصوص الفأل، بما في ذلك نص يستند إلى الكسوف. وخلفه امار سين. لم يتم تسجيل اسم عمار سين قبل صعوده وهو «اسم العرش». اسمه الأصلي، وما إذا كان في الواقع ابن شوغي، غير معروف.

### الأسم
أدت الشكوك المبكرة حول قراءة الكتابة المسمارية إلى قراءات «شولجي» و «دونجي» كونها ترجمات صوتية شائعة قبل نهاية القرن 19. ومع ذلك، على مدار القرن 20، انجذب إجماع العلماء بعيدا عن الدون نحو شول باعتباره النطق الصحيح لعلامة 𒂄. يعكس تهجئة اسم شولجي من قبل الكتبة مع تحديد دينجير تأليهه خلال فترة حكمه، وهي مكانة وتهجئة سبق أن ادعى سلفه في الإمبراطورية الأكادية نارام سين.

### الزواجات
كان شولجي معاصرا لحكام شاكاناكو في ماري، ولا سيما أبيل كين وإدي إيلوم. يذكر نقش أن تارام أورام، ابنة أبيل كين، أصبحت «زوجة ابن» أور نامو، وبالتالي ملكة الملك شولجي. في النقش، أطلقت على نفسها اسم «زوجة ابن أور نامو»، و «ابنة أبيل كين، لوغال («ملك») ماري»، مما يشير إلى أن أبيل كين منصب الحاكم الأعلى، وتشير إلى تحالف زوجي بين ماري وأور.
كانت نين كالا وأمات سين وإيا نيسا ملكات شولجي. كان لهذا تأثير وأداء وظائف رسمية استمرت حتى بعد وفاة شولجي. ملكة أخرى، شولجي سيمتي، المعروفة من عدد كبير من النصوص التي تقدم أدلة على قوتها الاقتصادية، كان لها وضع مماثل. يظهر الأرشيف أنها نصبت العديد من الكبيرة لاستخدامها في طقوس الآلهة بما في ذلك Belet-Šuḫnir و Belet-Terraban و Annunitum و Ulmašītum و نانا و نينليل و إنليل. من الثانية والثلاثين إلى السابعة والأربعين من حكم شولجي كانت مسؤولة عن قبول الطقوس. عند وفاتهم، تم إنشاء «أماكن إراقة لها» لها ولشولجي. امرأة مهمة أخرى كانت غيم نينليلا التي تظهر في النصوص في نهاية عهد الملك. النساء الملكيات الأخريات الأقل شهرة هن Šuqurtum و Simat-Ea و Geme-Su'ena.
من المعروف أن شولجي، مع العديد من الزوجات والمحظيات، كان لديه ما لا يقل عن ستة عشر ابنا بما في ذلك Etel-pū-Dagān و Amar-dDa-mu و Lu-dNanna و Lugal-a-zi-da و Ur-d و Suen وربما أمار سين (اسم عرشه) بالإضافة إلى ابنة واحدة، Peš-tur-tur. اسم ابنة أخرى، Šāt-Kukuti، معروف من لوح مسماري. ابنة، ترام شولجي كانت متزوجة من حاكم باشيمي، شودا باني.

### الترانيم الملكية
كما تفاخر شولجي بقدرته على الحفاظ على سرعات عالية أثناء الجري لمسافات طويلة. ادعى في عامه 7 الملكي أنه ركض من نيبور إلى أور، مسافة لا تقل عن 100 ميل. يشير كرامر إلى شولجي على أنه «أول بطل للجري لمسافات طويلة».

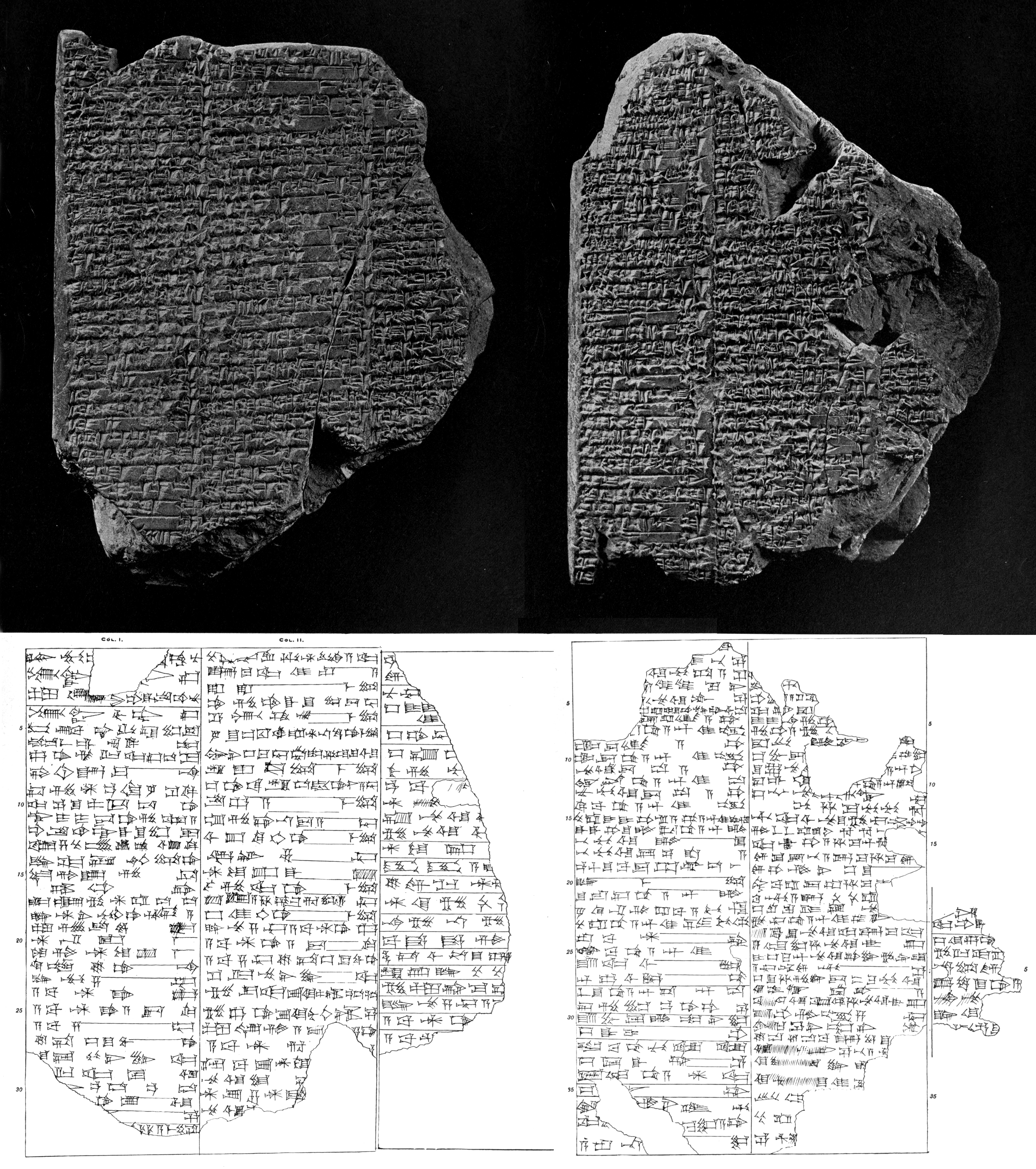
نص «الثناء على الذات لشولجي (شولجي د)».

كتب شولجي 26 ترنيمة ملكية لتمجيد نفسه وأفعاله. في أحدها ادعى شولجي أنه يتحدث العيلامية كما تحدث السومرية. في آخر يشير إلى نفسه على أنه «ملك الأربعة أرباع، راعي الشعب ذو الرؤوس السوداء».

### النزاعات المسلحة
بينما كانت دير واحدة من المدن التي وجه شولجي شؤون معبدها في الجزء الأول من حكمه، ادعى في عامه ال 20 أن الآلهة قررت تدميرها الآن، على ما يبدو كعقاب. تشير النقوش إلى أنه «رتب حساباتها الميدانية» مع الفأس. كان اسمه ال 18 عاما سنة لوار ميتاشو، ابنة الملك، تم ترقيته إلى سيدة في مرهاشي، في إشارة إلى بلد بالقرب من أنشان وزواجها من ملكها، ليبانوكشاباش. بعد ذلك، انخرط شولجي في فترة من التوسع على حساب المرتفعات مثل لولوبي، ودمر سيموروم (قبيلة جبلية أخرى) ولولوبوم تسع مرات بين العامين 26 و 45 من حكمه. ومن المعروف أيضا أنه دمر كاراهار وهارشي وشاشروم وأوربيلوم. في عامه ال 30، تزوجت ابنته من حاكم أنشان. في عامه ال 34، كان بالفعل يفرض حملة عقابية ضد المكان. كما دمر كيماش وهورتي (مدن إلى الشرق من أور ، في مكان ما بالقرب من عيلام) في السنة 45 من حكمه. طوبة منقوشة مسجلة:).
كما هو الحال مع العديد من حكام بلاد ما بين النهرين، تعامل مع التوغل البدوي في عامه ال 37، اضطر إلى بناء جدار كبير في محاولة لإبعاد البدو الرحل.